# Хлорная вода
Хлорная вода — водный раствор хлора. Содержит молекулы хлора (Cl2), хлорноватистую кислоту (HClO) и хлороводородную (соляную) кислоту (HCl). Хлорноватистая кислота и хлороводород образуются по реакции диспропорцинирования:
{\displaystyle {\mathsf {Cl_{2}+H_{2}O\longrightarrow HClO+HCl}}}

## Получение
- в хлораторе, путём насыщения воды газообразным хлором, образующаяся HClO разлагается на свету на O2 и HCl. При 20 °C в литре воды растворяется около 2,5 литров хлора.
- образуется в технологическом процессе получения каустической соды и хлора методом электролиза на ртутном катоде

## Хранение
Хранят хлорную воду при температуре выше 9,6 °C, поскольку при дальнейшем понижении температуры образуется твёрдый гидрат хлора (Cl2.8H2O), являющийся одним из частных примеров газовых клатратов.

## Применение
- Используется для обеззараживания воды в бассейнах способом хлорирования, очень слабый раствор хлора в питьевой воде обеспечивает её обеззараживание без нанесения большого ущерба здоровью.

- Наиболее эффективным и широко распространённым способом обеззараживания питьевой воды является применение молекулярного хлора в газообразном или жидким виде.[1]

## Химические свойства
Сильный окислитель, прежде всего благодаря атомарному кислороду, который образуется при разложении хлорноватистой кислоты (и обладает обеззараживающими свойствами). Является одним из немногих веществ, растворяющих золото.
На очень ярком свету в присутствии солей кобальта разлагается:
{\displaystyle {\ce {2 HClO ->[h\nu, CoCl_2] 2 HCl + O2 ^}}}

## Влияние на здоровье человека
Хлорамины (NH2Cl) раздражают кожу и глаза. Хлорированная вода способна усилить угревую сыпь, также хлор сушит кожу..